# Domenico Agostini (calciatore)
Domenico Agostini (Ascoli Piceno, 17 settembre 1964) è un ex calciatore italiano, di ruolo centrocampista.

## Carriera
Ha iniziato la propria carriera nell'Ascoli. Ha esordito con il club piceno l'11 marzo 1984, nell'incontro di Serie A Udinese-Ascoli (0-0), subentrando a Juary al minuto 89. Ha militato nel club bianconero fino al 1989, totalizzando 89 presenze e 2 reti in Serie A, 15 presenze in Serie B, 24 presenze e 3 reti in Coppa Italia. Nel 1989 è passato al Taranto, in Serie C1. Nel 1991 si è trasferito all'Avezzano, in Serie C2. Nella stagione successiva ha militato nel Rieti, nel Campionato Nazionale Dilettanti. Nella stagione 1993-1994 ha giocato nel Francavilla, sempre nel CND.

## Statistiche

### Presenze e reti nei club
| Stagione        | Squadra         | Campionato      | Campionato | Campionato | Coppe nazionali | Coppe nazionali | Coppe nazionali | Coppe continentali | Coppe continentali | Coppe continentali | Altre coppe | Altre coppe | Altre coppe | Totale | Totale |
| Stagione        | Squadra         | Comp            | Pres       | Reti       | Comp            | Pres            | Reti            | Comp               | Pres               | Reti               | Comp        | Pres        | Reti        | Pres   | Reti   |
| --------------- | --------------- | --------------- | ---------- | ---------- | --------------- | --------------- | --------------- | ------------------ | ------------------ | ------------------ | ----------- | ----------- | ----------- | ------ | ------ |
| 1982-1983       | Ascoli          | A               | 0          | 0          | CI              | 0               | 0               | -                  | -                  | -                  | -           | -           | -           | 0      | 0      |
| 1983-1984       | Ascoli          | A               | 1          | 0          | CI              | 1               | 0               | -                  | -                  | -                  | -           | -           | -           | 2      | 0      |
| 1984-1985       | Ascoli          | A               | 18         | 0          | CI              | 3               | 0               | -                  | -                  | -                  | -           | -           | -           | 21     | 0      |
| 1985-1986       | Ascoli          | B               | 15         | 0          | CI              | 1               | 1               | -                  | -                  | -                  | -           | -           | -           | 16     | 1      |
| 1986-1987       | Ascoli          | A               | 12         | 1          | CI              | 0               | 0               | CM                 | 0                  | 0                  | -           | -           | -           | 12     | 1      |
| 1987-1988       | Ascoli          | A               | 26         | 1          | CI              | 9               | 0               | -                  | -                  | -                  | -           | -           | -           | 35     | 1      |
| 1988-1989       | Ascoli          | A               | 31         | 0          | CI              | 10              | 2               | -                  | -                  | -                  | -           | -           | -           | 41     | 2      |
| Totale Ascoli   | Totale Ascoli   | Totale Ascoli   | 104        | 2          |                 | 24              | 3               |                    | 0                  | 0                  |             | -           | -           | 128    | 5      |
| ott. 1989-1990  | Taranto         | C1              | 26         | 2          | CI+CISC         | 0+1             | 0+0             | -                  | -                  | -                  | -           | -           | -           | 27     | 2      |
| 1990-1991       | Taranto         | B               | 17         | 1          | CI              | 3               | 0               | -                  | -                  | -                  | -           | -           | -           | 20     | 1      |
| Totale Taranto  | Totale Taranto  | Totale Taranto  | 43         | 3          |                 | 4               | 0               |                    | -                  | -                  |             | -           | -           | 47     | 3      |
| 1991-1992       | Avezzano        | C2              | 17         | 1          | CISC            | ?               | ?               | -                  | -                  | -                  | -           | -           | -           | 17+    | 1+     |
| 1992-1993       | Rieti           | CND             | 9          | 1          | CID             | ?               | ?               | -                  | -                  | -                  | -           | -           | -           | 9+     | 1+     |
| 1993-1994       | Francavilla     | CND             | 13         | 1          | CID             | ?               | ?               | -                  | -                  | -                  | -           | -           | -           | 13+    | 1+     |
| Totale carriera | Totale carriera | Totale carriera | 164        | 6          |                 | 28+             | 3+              |                    | 0                  | 0                  |             | -           | -           | 192+   | 9+     |

## Palmarès

### Giocatore

#### Competizioni nazionali
- Serie B: 1

Ascoli: 1985-1986
- Serie C1: 1

Taranto: 1989-1990

#### Competizioni internazionali
- Coppa Mitropa: 1

Ascoli: 1986-1987